# Fiorenzo Marini
Fiorenzo Marini (Bécs, 1914. március 14. – Chieri, 1991. január 25.) olimpiai és világbajnok olasz párbajtőrvívó.